# California Department of Forestry and Fire Protection
Il California Department of Forestry and Fire Protection (Dipartimento della California per la Protezione da Incendi e Selvicoltura) spesso abbreviato in CalFire, è l'ente dello Stato della California che si occupa di proteggere dai fuochi boschivi le State Responsibility Areas of California (SRA), 125.000 km² di foreste di proprietà pubblica e privata. Inoltre opera in altri 36 stati americani.
Viene anche chiamato spesso California Department of Forestry, dato che questo era il nome originario fino agli anni '90.
Il Dipartimento deve gestire più di 5.600 incendi boschivi che bruciano circa 700 km² all'anno.
Ai lavoratori e ai volontari si affiancano spesso i detenuti in libertà vigilata del California Department of Corrections and Rehabilitation.
Inoltre per la manutenzione del verde il CalFire si coordina con il California Conservation Corps mentre il controllo della salute delle piante nelle SRA è compito del Dipartimento stesso.
La flotta dei veicoli è controllata da un ufficio nella città di Davis, nella contea di Yolo.

## Aeromobili in uso
| Aeromobile                           | Origine     | Tipo                                              | Versione (denominazione locale) | In servizio (2021) | Note | Immagine |
| Aerei da ricognizione tattica        |             |                                                   |                                 |                    | |          |
| North American Rockwell OV-10 Bronco | Stati Uniti | aereo da comando e controlloaereo da ricognizione | OV-10AOV-10D                    | 16                 | 16 OV-10A ex USAF acquistati nel 1993, 14 dei quali sono stati convertiti in aerei antincendio. Un OV-10D è stato aggiunto alla flotta nel 2011. 1 OV-10A e 3 OV-10D ex NASA ricevuti il 1 novembre 2022, con ingresso in servizio previsto per il 2023.                                       |          |
| Aerei antincendio                    |             |                                                   |                                 |                    | |          |
| Grumman S-2 Turbo Firecat            | Stati Uniti | Aereo da trasporto                                | S-2T                            | 23                 | 26 aerei S-2E/G acquisiti nel 1996 con il programma Federal Excess Personal Property (FEPP). Convertiti in aerei antincendio da Marsh Aviation, gli aerei sono stati aggiornati con moderni e più potenti motori turboelica moderni, con gli ultimi tre S-2T completati e consegnati nel 2005. |          |
| Lockheed C-130 Hercules              | Stati Uniti | aereo antincendio                                 | C-130H                          | 0                  | 7 HC-130H ex United States Coast Guard acquistati il 24 luglio 2018, che saranno modificati in C-130H per la lotta antincendio e consegnati nel 2023. |          |
| Aerei da addestramento               |             |                                                   |                                 |                    | |          |
| Beechcraft Super King Air            | Stati Uniti | aereo da addestramento                            | B200                            | 2                  | |          |
| Elicotteri                           |             |                                                   |                                 |                    | |          |
| Bell UH-1 Super Huey                 | Stati Uniti | elicottero antincendio                            | UH-1H                           | 12                 | 12 UH-1F acquistati nel 1981 con il programma Federal Excess Personal Property (FEPP). Nel 1990 gli UH-1F sono stati sostituiti da 12 nuovi UH-1H altamente modificati, denominati "Super Huey".                                                                                               |          |
| Sikorsky S-70 Firehawk               | Stati Uniti | elicottero antincendio                            | S-70i                           | 7                  | 12 S-70i ordinati nel 2018 che andranno a sostituire la vecchia flotta di 12 elicotteri Super Huey. |          |

### Aeromobili ritirati
- Bell UH-1F Huey - 12 esemplari (1981-1990)[8]